# Daisuke Matsushita
Daisuke Matsushita (松下 太輔 Matsushita Daisuke?, nacido el 31 de octubre de 1981 en Shizuoka) es un exfutbolista japonés. Jugaba de guardameta y su último club fue el Ventforet Kofu de Japón.

## Trayectoria

### Clubes
| Club           | País  | Año         |
| -------------- | ----- | ----------- |
| Júbilo Iwata   | Japón | 2000 - 2001 |
| Júbilo Iwata   | Japón | 2001 - 2003 |
| Ventforet Kofu | Japón | 2004 - 2006 |
| Ventforet Kofu | Japón | 2010        |

## Palmarés

### Títulos nacionales
| Título             | Club         | País  | Año  |
| ------------------ | ------------ | ----- | ---- |
| J1 League          | Júbilo Iwata | Japón | 2002 |
| Copa del Emperador | Júbilo Iwata | Japón | 2003 |